# Saperda populnea
Saperda populnea је врста инсекта из реда тврдокрилаца (Coleoptera) и породице стрижибуба (Cerambycidae). Сврстана је у потпородицу Lamiinae.

## Опис
Тело је витко, издужено, обрасло обилним и дугим длакама. На елитронима се налазе светле тачке. Са доње стране тела су изразите густе длачице. На пронотуму је средња пруга, жуто или беличасто томентирана. Дужина тела од 9 до 15 мм.

## Распрострањеност
Врста је распрострањена на подручју Европе, Сибира и Северозападне Африке. У Србији је спорадично налажена, мада се сматра да је широко распрострањена.

## Биологија
Животни циклус траје 2 године. Развој ларве се одвија у тањим гранама биљке хранитељке (топола, врба, ређе леска), а адулти се обично срећу на њеном лишћу, гранама и стаблу. Најактивнији су у сумрак. 

## Синоними
- Cerambyx populneus Linnaeus, 1758
- Saperda (Compsidia) populnea (Linnaeus, 1758)
- Lamia populnea (Linnaeus, 1758)
- Compsidia populnea (Linnaeus, 1758)
- Leptura betulina Geoffroy, 1785
- Cerambyx decempunctatus DeGeer, 1775